# Blepharis trifida
Blepharis trifida är en akantusväxtart som beskrevs av K. Vollesen. Blepharis trifida ingår i släktet Blepharis och familjen akantusväxter. Inga underarter finns listade i Catalogue of Life.